# Xã Onekama, Michigan
Xã Onekama (tiếng Anh: Onekama Township) là một xã thuộc quận Manistee, tiểu bang Michigan, Hoa Kỳ. Năm 2010, dân số của xã này là 1.329 người.